# Ellipsanime Productions
Ellipsanime Productions est une société française de production de séries et films d'animation fondée en 1990. Elle est l'un des labels de production d'Ellipse Animation du groupe Média-Participations.

## Historique
En 1987 la société Ellipse Programme est créée par Philippe Gildas pour Canal+ et Robert Réa. La société crée un pôle animation et se lance dans la production de dessins animés en 1990 avec Babar puis Les Aventures de Tintin avec Nelvana (ils produiront également ensemble Rupert, L'Histoire sans fin et Sacrés Dragons).
En 1997 Ellipse Programme crée un pôle animation-jeunesse qui regroupe Alya Animation, Ellipse Animation, Elma Animation et le Studio Ellipse.
En février 2000, Ellipse Programme se rapproche d'Expand. Canal+ apporte Ellipse Programme à Expand et prend 35 % du capital. Le solde du capital du Studio Expand sera acheté en 2002 par Canal+.
En juillet 2003, Ellipse Animation, le pôle dessin animé, est repris par Dargaud Média (groupe Dargaud).
En 2014, Ellipsanime Productions acquiert une partie du catalogue de MoonScoop (Code Lyoko, Titeuf, Ava Riko Téo). Ellipse Studio Angoulême ouvre cette même année.
Ellipsanime Productions s'associe à Ankama pour ouvrir les studios MadLab Animations à Roubaix en 2017. Les studios produisent des séries et longs-métrages lancés par l'une ou l'autre des sociétés.
A l'occasion du Festival international du film d'animation d'Annecy de juin 2022, le groupe Média-Participations annonce la création d'une marque ombrelle Ellipse Animation qui regroupe ses labels de production en France Ellipsanime Productions, Dargaud Media et Dupuis Edition & Audiovisuel. 

### Identité visuelle (logo)

Logo d'Ellipse à sa création.
Logo d'Ellipsanime à partir de 2004.
Logo actuel d'Ellipsanime.

## Productions et coproductions

### Longs-métrages d'animation
- 1989 : Le Triomphe de Babar
- 1999 : Babar, roi des éléphants
- 2001 : Bécassine et le Trésor viking
- 2001 : Corto Maltese, la cour secrète des arcanes
- 2007 : Le Petit Roi Macius, le film

### Séries d'animation
- 1986 : P'tit monstre (avec Nelvana)
- 1990 : Babar (avec Nelvana)
- 1991 : Les Aventures de Tintin (The Adventures of Tintin) (avec Nelvana)
- 1991 : Doug
- 1991 : Rupert (avec Nelvana)
- 1994 : Les Enfants du Mondial
- 1994 : Insektors
- 1994 : Mot
- 1994 : Les Quarxs
- 1995 : L'Histoire sans fin (avec Nelvana)
- 1995 : Léo et Popi
- 1995 : Orson et Olivia
- 1996 : La Grande Chasse de Nanook
- 1996 : Sacrés Dragon (avec Nelvana)
- 1997 : Blake et Mortimer
- 1997 : Fennec
- 1997 : Les Malheurs de Sophie
- 1998 : Bob Morane
- 1998 : Famille Pirate
- 1999 : Fantômette
- 1999 : Fracasse
- 2000 : Kong
- 2000 : Les Marchiens
- 2000 : Les Rois et les Reines
- 2001 : Agrippine
- 2001 : Les Drôles de petites bêtes (Funny Little Bugs)
- 2002 : Xcalibur
- 2002 : Le Petit Roi Macius
- 2003 : Corto Maltesse
- 2003 : Frog et Fou Furet (The Frog Show)
- 2004 : Bravo Gudule (Miss BG)
- 2005 : Johnny Test
- 2006 : Potlach
- 2007 : Inami
- 2008 : La Brigade volante
- 2008 : Le Manège enchanté (The Magic Roundabout)
- 2008 : Merci Gudule
- 2008 : Garfield et Cie (The Garfield Show)
- 2008 : Taratabong ! Le Monde des Anicroches
- 2009 : Les Chumballs
- 2009 : Léonard
- 2010 : Petit Creux (Yummy Toonies)
- 2010 : Chickentown
- 2011 : Le Quiz de Zack
- 2014 : Linkers : Codes secrets
- 2014 : Kinky & Cosy
- 2016 : Harry et Bunnie
- 2017 : Le Livre de la jungle (saison 3)
- 2017 : Toon Marty
- 2019 : Garfield Originals (MadLab Animations)
- 2020 : Kid Lucky (MadLab Animations)
- 2022 : Daniel Spellbound

### Spéciaux d'animation
- 1996 : Nanook : le grand combat
- 2005 : Drôles de petites bêtes : Les Quatre Saisons
- 2021 : Akissi

### Fictions
- 1998 : Le Défi (en) (The Climb)